# Animal Diversity Web
Animal Diversity Web (abreviación ADW) es el sitio web del Museo de Zoología de la Universidad de Míchigan.
Es una base de datos en línea que recoge la información sobre la historia natural, clasificación, características, biología y la distribución de miles de especies de animales. Incluye miles de fotografías, cientos de clips de sonido y un museo virtual.
Fue creado por Philip Myers, un profesor de biología de la Universidad de Míchigan, en 1995.